# Uvarovia longipennis
Uvarovia longipennis är en insektsart som beskrevs av Bolívar, C. 1930. Uvarovia longipennis ingår i släktet Uvarovia och familjen Chorotypidae. Inga underarter finns listade i Catalogue of Life.